# 世纪汇广场

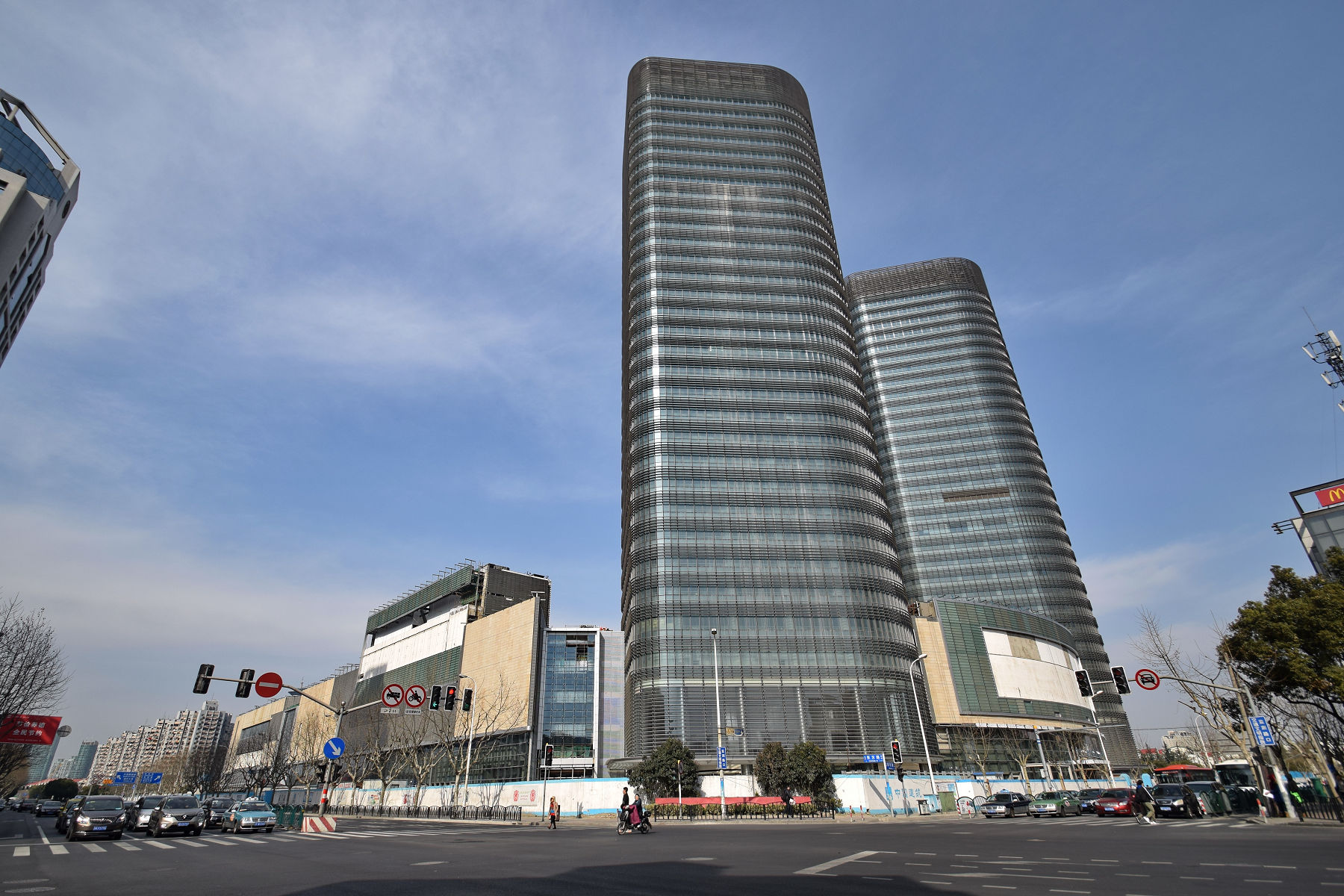
世纪汇广场

世纪汇广场（Century Link Tower）位于中国上海市浦东新区竹园商贸区，是一个大型商贸综合项目，集办公室、酒店、商场、公共交通系统、文化设施、社交场所于一体的城市现代服务业集聚中心。上海地铁世纪大道站4线换乘枢纽已全面建成，各方客流在此集散换乘，因此被誉为浦东市民集散的重要地标。商場部份於2018年6月15日試營運，同年12月8日正式開業。

## 发展概况
世纪汇广场由竹园商贸区2-3地块（北地块）及竹园商贸区2-4地块（南地块）组成，总占地89,179平方米。地块范围东至福山路、南至潍坊路、西至东方路、北至张杨路，世纪大道在南北地块之间贯穿，4条轨道交通线路在地底汇集，并设有世纪大道站。发展项目由上海陆家嘴金融贸易区联合发展有限公司及李嘉诚旗下的和记黄埔地产有限公司联合投资发展，总投资约在70亿元（人民币，下同）以上。前者将投资20亿元发展北地块，和记黄埔投资50亿元发展南地块。

### 北地块

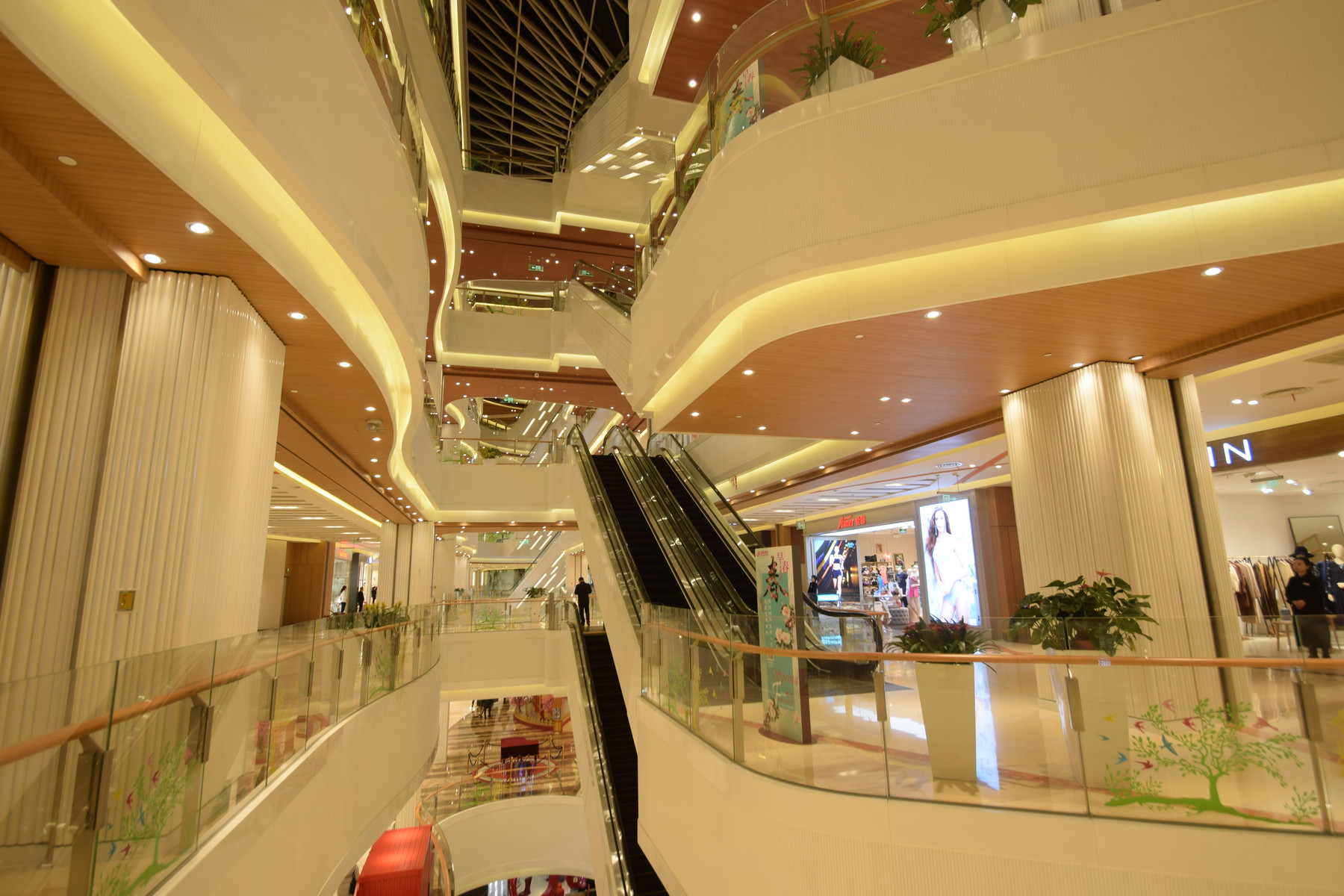
位於北地块的百联世纪购物中心

北地块位于世纪大道东北侧、张杨路南侧、福山路西侧，呈直角三角形布局，占地37,898平方米，总建筑面积约163,400平方米。地上由3办公楼及裙房组成。办公楼沿世纪大道及福山路布置，分别为15层的北楼、16层的南楼及11至14层的Y形楼，首层是商业用途，第二层开始为办公用途。沿张杨路建有5层（局部6层）的百联世纪购物中心，并设有电影院。地下建有4层的地下商场和停车场，其中地下1至2层为商场、地下3至4层为停车场。

### 南地块
南地块位于世纪大道西南侧、潍坊路北侧、东方路东侧，呈直角三角形布局，占地51,281平方米，总建筑面积368,362平方米。地上由1栋39层的办公楼、1栋23层的酒店、局部5层的商业裙房组成，建筑面积226,889平方米；地下建有5层的地下商场和停车场，建筑面积141,473平方米。

## 交通
- 上海地铁：世纪大道站。

## 历史

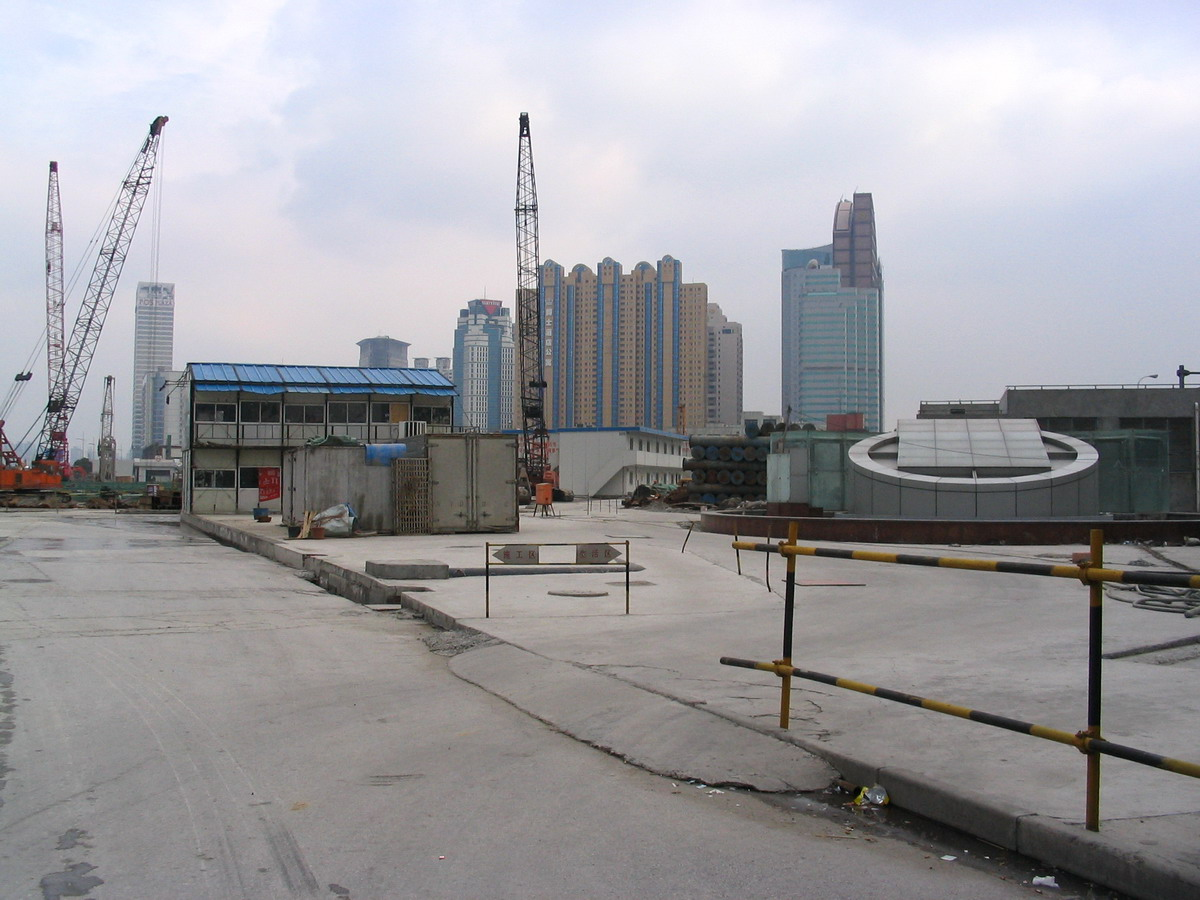
2006年的世纪汇广场（世纪大都会）南地块工地

2005年2月25日，竹园商贸区2-3地块及2-4地块进行公开竞标，吸引港资和记黄埔、新鸿基地产、华润集团、太古地产、嘉里建设，中资百联集团及一家印度尼西亚公司合共7家地产发展商参与竞标，直至同年11月20日和记黄埔终以45.6亿元人民币夺得地块使用权，成交地价创下该区商业楼面每平方米12,000元的高价。及后于同年12月19日，上海陆家嘴金融贸易区联合发展有限公司已与和记黄埔地产有限公司举行签约仪式，联合投资发展世纪大都会，前者将投资20亿元、和记黄埔投资50亿元。
2016年10月26日，長江實業地產與李嘉诚基金会公告以200億元人民幣出售持有項目的全部權益。

## 外部連結
- 長江實業地產有限公司 - 上海 - 世紀匯廣場